# Bulbinella trinervis
Bulbinella trinervis là một loài thực vật có hoa trong họ Thích diệp thụ. Loài này được (Baker) P.L.Perry miêu tả khoa học đầu tiên năm 1987.